# Predrag Šustar
Predrag Šustar (Rijeka, 11. ožujka 1970.), ministar znanosti, obrazovanja i sporta Republike Hrvatske u Vladi Tihomira Oreškovića.

## Životopis
Osnovnoškolsko obrazovanje, od 1976. do 1984., završava u Kostreni i Rijeci. Srednjoškolsko gimnazijsko obrazovanje završava u rodnoj Rijeci nakon čega odlazi u Sarajevo na služenje vojnoga roka. Od 1989. do 1994. pohađa Prirodoslovno-matematički fakultet, Sveučilišta u Zagrebu na kojemu je diplomirao 27. travnja 1994. na Biološkom odjelu, inženjerskom profilu, usmjerenje: molekularna biologija, te time stekao pravo na stručni naziv: dipl. ing. bioloških znanosti.
Potom od 1994. do 1999. pohađa Università degli Studi di Pisa, slijedi, Università degli Studi di Padova (od kolovoza 1995. godine); diplomirao je 2. prosinca 1999. na Odsjeku za filozofiju Sveučilišta u Padovi s maksimalnim brojem bodova (110/110) te nagrađen od svih članova ispitnog odbora dodatnom pohvalom (110 e la lode).
Kao dobitnik "Fulbrightove stipendije" koja se dodjeljuje u preddoktorskoj i postdoktorskoj kategoriji za studijske boravke u SAD-u, dio doktorskog studija proveo je na Sveučilištu Columbia.
Od 2003. godine, kada je doktorirao, stalni je zaposlenik Filozofskog fakulteta sveučilišta u Rijeci na kojem je od 2009. do 2015. godine obnašao dužnost dekana. Voditelj je projekta Palače Moise u gradu Cresu, u kojoj, u suradnji s gradom Cresom, Ministarstvom kulture te Europskom komisijom, sudjeluje Sveučilište u Rijeci. 
Dobitnik je Godišnje nagrade Primorsko-goranske županije za 2012. godinu, zajedno s četiri kolege, za izradu studijskih programa i osnivanje Odsjeka za talijanistiku na Filozofskom fakultetu u Rijeci.
Svoju politički aktivnost započeo je kao član laburista te se kandidirao na lokalnim izborima za gradonačelnika Rijeke 2013. godine. Nakon izbora na kraju 2013. godine prešao je u Hrvatsku demokratsku zajednicu. Od 22. siječnja 2016. godine postao je ministar znanosti, obrazovanja i sporta Republike Hrvatske.

## Vanjske poveznice
- Riječki teološki časopis Aleksandra Golubović, Predrag Šustar: Znanost i religija kod Ruđera Boškovića